# Taça Tupi 2014
La coppa del Brasile di rugby a 15 2014 che da quest'anno ha preso la denominazione Taça Tupi 2014, è praticamente il campionato di seconda divisione brasiliano, si è svolto dal 26 luglio al 1 novembre. Ha visto la vittoria della squadra paulistana Jacareí Rugby.

## Formula
La nuova formula della Taça Tupi 2014 ha visto la partecipazione di 12 squadre suddivise in due gironi territoriali con partite di andate e ritorno. Le due squadre vincitrici dei gironi si sono incontrate in una finale unica, a sua volta la vincitrice ha incontrato l'ottava classificata del Super 10 per giocarsi la promozione al Campionato brasiliano di rugby a 15 2015.

## Squadre partecipanti
| Squadra                                   | Città              | Stato             |
| Gruppo SUDESTE                            | Gruppo SUDESTE     | Gruppo SUDESTE    |
| ----------------------------------------- | ------------------ | ----------------- |
| Belo Horizonte Rugby Clube                | Belo Horizonte     | Minas Gerais      |
| Varginha Rugby Clube                      | Varginha           | Minas Gerais      |
| Guanabara Rugby FC                        | Rio de Janeiro     | Rio de Janeiro    |
| Rio Rugby F.C                             | Rio de Janeiro     | Rio de Janeiro    |
| Associação Esportiva Politécnica de Rugby | San Paolo          | São Paulo         |
| Jacareí Rugby                             | Jacareí            | São Paulo         |
| Gruppo SUL                                |                    |                   |
| Hawks Maringá Rugby                       | Maringá            | Paraná            |
| Londrina Rugby Clube                      | Londrina           | Paraná            |
| Charrua Rugby Clube                       | Porto Alegre       | Rio Grande do Sul |
| Serra Rugby Clube                         | Caxias do Sul      | Rio Grande do Sul |
| Novo Hamburgo Rugby Clube                 | Novo Hamburgo      | Rio Grande do Sul |
| Balneário Camboriú Rugby                  | Balneário Camboriú | Santa Catarina    |

## Gironi

### Gruppo SUDESTE
|           | 1ª giornata          |       |
| --------- | -------------------- | ----- |
| 26/7/2014 | BH Rugby - Guanabara | 20-11 |
| 26/7/2014 | Poli - Jacareí       | 19-31 |
| 26/7/2014 | Varginha - Rio Rugby | 24-28 |

|           | 4ª giornata          |       |
| --------- | -------------------- | ----- |
| 23/8/2014 | Poli - BH Rugby      | 52-18 |
| 23/8/2014 | Jacareí - Rio Rugby  | 48-15 |
| 23/8/2014 | Varginha - Guanabara | 34-41 |

|           | 7ª giornata          |       |
| --------- | -------------------- | ----- |
| 27/9/2014 | BH Rugby - Rio Rugby | 17-13 |
| 27/9/2014 | Jacareí - Varginha   | 54-11 |
| 27/9/2014 | Poli - Guanabara     | 9-9   |

|            | 10ª giornata        |       |
| ---------- | ------------------- | ----- |
| 25/10/2014 | Poli - Rio Rugby    | 53-3  |
| 25/10/2014 | Guanabara - Jacareí | 36-37 |
| 25/10/2014 | Varginha - BH Rugby | 29-12 |

|          | 2ª giornata          |       |
| -------- | -------------------- | ----- |
| 2/8/2014 | Rio Rugby - BH Rugby | 5-31  |
| 2/8/2014 | Varginha - Jacareí   | 32-31 |
| 2/8/2014 | Guanabara - Poli     | 12-10 |

|          | 5ª giornata         |       |
| -------- | ------------------- | ----- |
| 6/9/2014 | Jacareí - Guanabara | 48-13 |
| 6/9/2014 | Rio Rugby - Poli    | 8-36  |
| 6/9/2014 | BH Rugby - Varginha | 34-35 |

|           | 8ª giornata           |       |
| --------- | --------------------- | ----- |
| 4/10/2014 | Jacareí - BH Rugby    | 80-3  |
| 4/10/2014 | Rio Rugby - Guanabara | 0-18  |
| 4/10/2014 | Varginha - Poli       | 15-58 |

|           | 3ª giornata           |       |
| --------- | --------------------- | ----- |
| 16/8/2014 | BH Rugby - Jacareí    | 20-29 |
| 16/8/2014 | Guanabara - Rio Rugby | 21-19 |
| 16/8/2014 | Poli - Varginha       | 30-26 |

|           | 6ª giornata          |       |
| --------- | -------------------- | ----- |
| 13/9/2014 | Guanabara - BH Rugby | 38-15 |
| 13/9/2014 | Jacareí - Poli       | 10-18 |
| 13/9/2014 | Rio Rugby - Varginha | 42-22 |

|            | 9ª giornata          |       |
| ---------- | -------------------- | ----- |
| 18/10/2014 | BH Rugby - Poli      | 14-39 |
| 18/10/2014 | Rio Rugby - Jacareí  | 3-57  |
| 18/10/2014 | Guanabara - Varginha | 37-17 |

#### Classifica
| pos | Squadra   | G. | V. | N. | P. | P+  | P-  | Diff. | BM | BS | Pt. |
| 1   | Jacareí   | 10 | 8  | 0  | 2  | 425 | 170 | 255   | 8  | 1  | 41  |
| 2   | Poli USP  | 10 | 7  | 1  | 2  | 324 | 146 | 178   | 5  | 1  | 36  |
| 3   | Guanabara | 10 | 6  | 1  | 3  | 236 | 209 | 27    | 4  | 1  | 31  |
| 4   | Varginha  | 10 | 3  | 0  | 7  | 245 | 367 | -122  | 6  | 3  | 21  |
| 5   | BH Rugby  | 10 | 3  | 0  | 7  | 184 | 296 | -112  | 2  | 1  | 15  |
| 6   | Rio Rugby | 10 | 2  | 0  | 8  | 136 | 327 | -191  | 2  | 2  | 12  |

Sistema di punteggio: Vittoria 4 punti, pareggio 2 punti, Sconfitta 0 punti. Bonus di un punto per segnatura di almeno 4 mete e sconfitta con meno di 8 punti.

### Gruppo SUL
|           | 1ª giornata             |       |
| --------- | ----------------------- | ----- |
| 26/7/2014 | Charrua - Maringá Hawks | 26-29 |
| 26/7/2014 | Serra - BC Rugby        | 29-5  |
| 26/7/2014 | Brummers - Londrina     | 52-0  |

|           | 4ª giornata              |       |
| --------- | ------------------------ | ----- |
| 23/8/2014 | Serra - Charrua          | 29-14 |
| 23/8/2014 | Londrina - BC Rugby      | 35-34 |
| 23/8/2014 | Brummers - Maringá Hawks | 41-7  |

|           | 7ª giornata           |       |
| --------- | --------------------- | ----- |
| 27/9/2014 | Brummers - BC Rugby   | 45-12 |
| 27/9/2014 | Serra - Maringá Hawks | 33-25 |
| 27/9/2014 | Charrua - Londrina    | 60-3  |

|            | 10ª giornata             |       |
| ---------- | ------------------------ | ----- |
| 25/10/2014 | Brummers - Charrua       | 38-0  |
| 25/10/2014 | Serra - Londrina         | 66-3  |
| 25/10/2014 | Maringá Hawks - BC Rugby | 24-25 |

|          | 2ª giornata           |       |
| -------- | --------------------- | ----- |
| 2/8/2014 | Londrina - Charrua    | 3-30  |
| 2/8/2014 | BC Rugby - Brummers   | 3-38  |
| 2/8/2014 | Maringá Hawks - Serra | 19-53 |

|          | 5ª giornata              |      |
| -------- | ------------------------ | ---- |
| 6/9/2014 | BC Rugby - Maringá Hawks | 8-18 |
| 6/9/2014 | Londrina - Serra         | 5-58 |
| 6/9/2014 | Charrua - Brummers       | 5-12 |

|           | 8ª giornata              |       |
| --------- | ------------------------ | ----- |
| 4/10/2014 | BC Rugby - Charrua       | 27-24 |
| 4/10/2014 | Londrina - Maringá Hawks | 13-65 |
| 4/10/2014 | Brummers - Serra         | 34-15 |

|           | 3ª giornata              |       |
| --------- | ------------------------ | ----- |
| 16/8/2014 | Charrua - BC Rugby       | 35-3  |
| 16/8/2014 | Maringá Hawks - Londrina | 18-40 |
| 16/8/2014 | Serra - Brummers         | 17-5  |

|           | 6ª giornata             |       |
| --------- | ----------------------- | ----- |
| 13/9/2014 | Maringá Hawks - Charrua | 49-7  |
| 13/9/2014 | BC Rugby - Serra        | 14-45 |
| 13/9/2014 | Londrina - Brummers     | 3-73  |

|            | 9ª giornata              |       |
| ---------- | ------------------------ | ----- |
| 18/10/2014 | BC Rugby - Londrina      | 43-0  |
| 18/10/2014 | Maringá Hawks - Brummers | 31-29 |
| 18/10/2014 | Charrua - Serra          | 7-26  |

#### Classifica
| pos | Squadra       | G. | V. | N. | P. | P+  | P-  | Diff. | BM | BS | Pt. |
| 1   | Serra         | 10 | 9  | 0  | 1  | 371 | 131 | 240   | 8  | 0  | 44  |
| 2   | Brummers      | 10 | 8  | 0  | 2  | 367 | 93  | 274   | 8  | 1  | 41  |
| 3   | Hawks Maringá | 10 | 5  | 0  | 5  | 285 | 275 | 10    | 4  | 2  | 26  |
| 4   | Charrua       | 10 | 3  | 0  | 7  | 208 | 219 | -11   | 5  | 3  | 20  |
| 5   | BC Rugby      | 10 | 3  | 0  | 7  | 174 | 293 | -119  | 4  | 1  | 17  |
| 6   | Londrina      | 10 | 2  | 0  | 8  | 105 | 499 | -394  | 2  | 0  | 10  |

Sistema di punteggio: Vittoria 4 punti, pareggio 2 punti, Sconfitta 0 punti. Bonus di un punto per segnatura di almeno 4 mete e sconfitta con meno di 8 punti.

## Finale
| Curitiba 1 novembre 2014 | Jacareí Rugby | 33 – 0 referto | Serra Rugby Clube | Paraná Esporte |

### Spareggio per l'ammissione al campionato 2015
| Jacareí 9 novembre 2014 | Jacareí Rugby | 33 – 10 referto | Rio Branco | Campo do Balneário |

- Jacareí Rugby promossa al Super8 2015